# Forte de Trelleborg
A fortificação de Treleburgo (em sueco: Trelleborgen) é um dos fortes circulares erigidos pelos viquingues durante a Era Viquingue, em Treleburgo. Seus vestígios foram achados em 1988, durante a exploração de um distrito da cidade na parte ocidental da cidade. Pode ter sido construída na década de 980, quiçá por ordens do rei da Dinamarca Haroldo Dente Azul (r. 958–986). Sua localização estratégica na costa era provavelmente importante à defesa e controle territorial. Foi reconstruída em 1995. Um quarto do castelo foi construído em seu lugar original, no meio da cidade moderna, que também abriga uma casa medieval reconstruída. Nas cercanias do castelo há uma fazenda viquingue com seus edifícios anexos.